# Medal „Za odwagę w pożarze”
Medal „Za odwagę w pożarze” (ros. Медаль «За отвагу на пожаре») – radzieckie odznaczenie cywilne i wojskowe.
Medal został ustanowiony dekretem Rady Najwyższej ZSRR z 31 grudnia 1957 roku dla nagrodzenie osób za odwagę w czasie prowadzenia akcji gaśniczych. Dekretem Prezydium Rady Najwyższej ZSRR z dnia 5 września 1960 roku zmieniono opis medalu, a dekretem z dnia 18 lipca 1980 roku zmieniono jego statut.

## Zasady nadawania
Medal został ustanowiony dla nagrodzenia funkcjonariuszy ochrony przeciwpożarowej, członkom ochotniczych straży pożarnych, żołnierzom i innym obywatelom:
- za odwagę, męstwo i poświęcenie w czasie ratowania ludzi, własność socjalistyczną i mienia od ognia,
- za umiejętne dowodzenie akcjami gaszenia pożarów i ratowania ludzi,
- za męstwo, odwagę i wytrwałość w działaniach mających na celu uniknięcia wybuchu lub pożaru.

Medal mógł być nadawany wielokrotnie. Zgodnie z dekretem medal był nadawany w imieniu Prezydium Rady Najwyższej ZSRR przez Rady Najwyższe poszczególnych republik związkowych, autonomicznych, władze poszczególnych komitetów rejonowych, a w stosunku do żołnierzy także dowództwa jednostek w których służyli.
Łącznie nadano ponad 32 500 medali.

## Opis odznaki
Odznakę stanowi okrągły krążek wykonany z nowego srebra (w latach 1957–1960 ze srebra) o średnicy 32 mm. Na awersie u góry znajduje się napis ЗА ОТВАГУ НА ПОЖАРЕ (pol. „ZA ODWAGĘ W POŻARZE”), pod nim pięcioramienna gwiazda. W środku skrzyżowane topór strażacki i klucz francuski. Na dole dwie gałązki jedna z liści laurowych a druga dębowych, na ich złączeniu umieszczony jest sierp i młot. Na rewersie jest przedstawiona postać strażaka z dzieckiem na ręku na tle płonącego budynku. Z prawej strony gałązka wawrzynu.
Medal zawieszony był na pięciokątnej blaszce obciągniętej wstążką koloru czerwonego o szerokości 24 mm, po bokach znajdują się paski koloru chabrowego o szerokości 3 mm, pomiędzy paskami koloru białego o szerokości 1 mm.